# Louie Bellson
Luigi Paulino Alfredo Francesco Antonio Balassoni (Rock Falls, 6 de julho de 1924 – Los Angeles, 14 de fevereiro de 2009), mais conhecido pelo nome artístico Louie Bellson, foi um baterista de jazz norte-americano. Também foi compositor, arranjador e maestro.
Atuou em mais de 200 álbuns com grandes músicos como Duke Ellington, Count Basie, Benny Goodman, Tommy Dorsey, Harry James, Woody Herman, Sarah Vaughan, Ella Fitzgerald, Oscar Peterson, Dizzy Gillespie, Louis Armstrong, Lionel Hampton, James Brown, entre outros.